# Вонсево (Мазовецьке воєводство)
Вонсево (пол. Wąsewo) — село в Польщі, у гміні Вонсево Островського повіту Мазовецького воєводства.
Населення — 570 осіб (2011).
У 1975-1998 роках село належало до Остроленцького воєводства.

## Демографія
Демографічна структура станом на 31 березня 2011 року:
|          | Загалом | Допрацездатний вік | Працездатний вік | Постпрацездатний вік |
| -------- | ------- | ------------------ | ---------------- | -------------------- |
| Чоловіки | 277     | 49                 | 199              | 29                   |
| Жінки    | 293     | 51                 | 177              | 65                   |
| Разом    | 570     | 100                | 376              | 94                   |